# Nicosia (huyện)

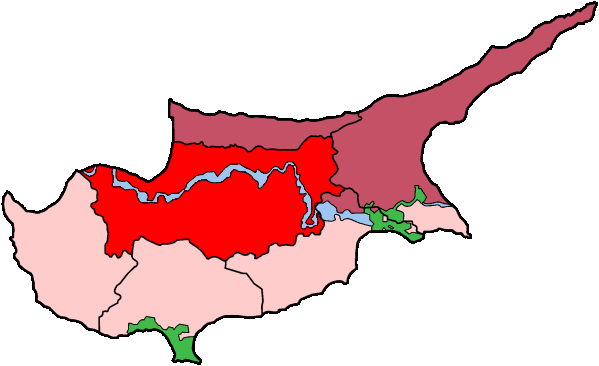
Bản đồ của Síp với huyện Nicosia (đỏ sáng).

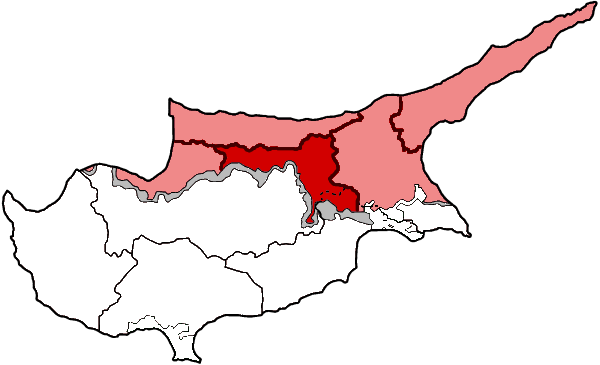
Vị trí của huyện Nicosia.

Huyện Nicosia là một trong 6 huyện của Cộng hòa Síp. Thành phố chính của huyện lày thủ đô Nicosia. Phần phía bắc thuộc Cộng hòa Bắc Síp Thổ Nhĩ Kỳ của huyện là Lefkoşa thuộc nước Cộng hòa Bắc Síp Thổ Nhĩ Kỳ không được công nhận.
Các khu vực thuộc kiểm soát của Cộng hòa Bắc Síp Thổ Nhĩ Kỳ của huyện Larnaca của Cộng hòa Síp được quản lý như một phần của huyện Nicosia còn phần phía tây của huyện Nicosia thuộc Cộng hòa Bắc Síp Thổ Nhĩ Kỳ kiểm soát thuộc quản lý của huyện Güzelyurt mới.